# Roca dels Arços (Abella de la Conca)
La Roca dels Arços és un formació rocosa de 1.077,8 metres d'altitud del terme municipal d'Abella de la Conca, a la comarca del Pallars Jussà.
Es troba al nord-oest, molt a prop, de la vila d'Abella de la Conca. És el començament, cap al nord-oest, de la Serra de Monteguida. També representa l'extrem sud-est de la partida d'Ordins. El seu extrem més elevat dona pas al Pas dels Lladres.
Es tracta d'un topònim romànic descriptiu: és una formació rocosa on són abundants els arços.